# Wâlterswâld
Wâlterswâld (en néerlandais : Wouterswoude) est un village de la commune néerlandaise de Dantumadiel, dans la province de Frise.

## Géographie
Le village est situé dans le nord de la Frise, à l'est de Damwâld.

## Démographie
Le 1er janvier 2018, le village comptait 250 habitants.

## Personnalité
- Tineke Huizinga (née en 1960), femme politique.